# Epirrhoe lacteata
Epirrhoe lacteata là một loài bướm đêm trong họ Geometridae.